# Vriesea wawrana
Vriesea wawrana är en gräsväxtart som beskrevs av Franz Antoine. Vriesea wawrana ingår i släktet Vriesea och familjen Bromeliaceae. Inga underarter finns listade i Catalogue of Life.